# Joseph Fuchs
Pour les articles homonymes, voir Fuchs.
Joseph Fuchs (New York, 26 avril 1899 – New York, 14 mars 1997) est l'un des violonistes et enseignants américains du XXe siècle les plus importants. Il est le frère de Lillian Fuchs.

## Biographie
Joseph Fuchs étudie avec Franz Kneisel et obtient son diplôme de l'Institut de l'art musical à New York en 1918 (future Juilliard School). En 1926, il est nommé violon solo de l'Orchestre de Cleveland, mais il démissionne en 1940, pour entamer une carrière de soliste. Après le succès de ses débuts new-yorkais en 1943, il est cofonde la Guilde des musiciens, une organisation de musique de chambre qu'il dirige jusqu'en 1956.
Il effectue de nombreuses tournées en Europe, apparaissant en 1953 et 1954 au festival de Prades et en Amérique du Sud, en URSS, en Israël et au Japon ; il joue également, en tant que soliste, avec les plus importants orchestres des États-Unis. Joseph Fuchs donne en 1956 des récitals avec le pianiste Artur Balsam pour la série des Peabody Mason Concert à Boston.
Une subvention de la fondation Ford en 1960, lui permet de commander à Walter Piston son deuxième concerto pour violon, dont il donne la première cette année-là à Pittsburgh. Fuchs créer également les concertos de Lopatnikoff (1944-45), Ben Weber (1954) et Mario Peragallo (1955) ; les Madrigals pour violon et alto H 313 (1947) de Martinů, dédié à Fuchs et sa sœur Lillian ; la version révisée de la Sonate pour violon de Vaughan Williams, avec Artur Balsam (1969) ; et la création américaine posthume de la Sonate pour deux violons et piano H 213 (1932) de Martinů, en 1974.
Fuchs est professeur de violon à la Juilliard School of Music dès 1946 et en 1971, il reçoit le prix de l'enseignant artiste de l’American String Teachers’ Association.
Il joue le « Stradivarius Cadix » un violon de 1722 qu'il acquiert en 1946. Son style de jeu est vigoureux, avec une maîtrise technique et une sonorité riche et chaude. Un exemple clair de tout cela peut être entendu dans son enregistrement de Duo concertant de Stravinsky, avec Leo Smit (Decca).

## Sources
- J. Creighton, Discopaedia of the Violin, 1889-1971 (Toronto, 1974), p. 226 sqq.
- D. Rooney et R. D. Lawrence, « Joseph Fuchs », The Strad, xcix (1988), p. 896-904
- M. Campbell, Nécrologie, The Independent (18 mars 1997)